# 周尧
周尧（1912年6月8日—2008年12月15日），浙江鄞县（今宁波鄞州区）人，中国昆虫学家，有“昆虫分类学界泰斗”之称。原南通农学院（今屬扬州大学）毕业，意大利那不勒斯腓特烈二世大学昆虫学博士。曾任西北农林科技大学植物保护学院终身教授、昆虫研究所所长、昆虫博物馆馆长；还曾是圣马力诺共和国国际科学院院士，第六、第七届中国全国政协委员，九三学社中央委员，全国劳动模范。2008年12月15日，在陕西杨凌病逝，享壽96岁。

## 生平
周尧于民国元年（即公元1912年）6月8日出生于浙江鄞县上周村。从小的时候，他就帮家里砍柴、采茶；在接触大自然的过程中，对昆虫逐渐产生了兴趣。二十二岁时，他考入由著名实业家、教育家张謇创办的原南通农学院（今南通大学）学习。因成绩优异，1936年，在校长张謇的资助下，周尧有机会赴意大利留学，就读于意大利皇家拿波里大学（即那不勒斯腓特烈二世大学，University of Naples Federico II）农学院，师从当时世界昆虫分类学权威西尔维斯特利（Filippo Silvestri）教授，进行昆虫分类学的研究；成为西尔维斯特利教授七名外籍研究生中惟一一名来自东方的学生。
1937年7月7日，“芦沟桥事件”爆发。顾不上等到毕业论文的答辩，周尧于1938年4月回到中国，参军抗日。当兵三个月后，被部队领导发现，才劝其退伍。1939年5月10日，他以昆虫学专家的身份参加了中英庚款会的“川康科学考察团”；历时七个多月，共采集了大量昆虫标本。1939年11月，28岁的周尧被原国立西北农学院（今，西北农林科技大学）聘为教授。从此，他一直在该校进行昆虫学的教学和科学研究工作，直到去世，前后近七十年；曾任植物保护学院教授、昆虫研究所所长、昆虫博物馆馆长。
中华人民共和国初期，周尧通过对“小麦吸浆虫”繁衍规则的研究，使虫灾得到治理，小麦获得丰收。然而，在中共的历次政治运动中，周尧都没能幸免。1957年，他被划为“右派分子”；文化大革命开始后，又被戴上了“反动学术权威”、“老右派分子”等政治“帽子”，长期经受批斗和管制。当政治空气好转之后，在1978年3月举行的全国科技大会上，对“小麦吸浆虫”的研究荣获了“优秀科技成果奖”，周尧个人也获得了“先进工作者”的称号（相当于“劳动模范”）。
通过多年努力，在周尧的带领下，西北农林科技大学成为中国动物学研究单位和高等院校中，保存昆虫标本最多的单位之一。1987年6月8日，中国第一个昆虫博物馆在西北农业大学建成。1979年，周尧聘请26位中外权威学者为编委，创办并主编了国际性学术刊物《昆虫分类分报》。此后，周尧还兼任了中国昆虫学会理事，陕西省昆虫学会名誉会长，九三学社中央参议委员会委员等职；1985年，当选圣马利诺共和国国际科学院院士。
2008年12月15日清晨，周尧在陕西杨凌病逝，享壽96岁。

## 荣誉
- 1978年，全国科学大会嘉奖，被评为“先进工作者”。
- 1985年，当选为圣马力诺共和国国际科学院院士
- 1988年，国际科技世界语大会“绿色寰宇大奖”
- 1995年，亚洲农业发展基金会“亚洲农业杰出人士奖”
- 2001年，何梁何利基金会“科技进步奖”

## 著作
- 《中国盾蚧志》，三巨册，曾获中国优秀科技图书一等奖
- 《中国古代昆虫学史》，二册
- 《中国蝴蝶分类与鉴定》（1998年），获2000年第十二届中国图书奖

编写有：
- 普通昆虫学》
- 《昆虫分类》

合编有：
- 《世界蝴蝶邮票》（1990年），与寿建新合编
- 《中外蝴蝶邮票》（2000年），与寿建新合编
- 《世界名蝶鉴赏图谱》》（2004年），与袁锋等合编
- 《世界名蝶邮票鉴赏图谱》（2005年），与寿建新合编
- 《世界蝴蝶分类名录》（2006年），与寿建新等合编

主编：
- 《中国蝶类志》（1994年），被认为是中国昆虫学的巨著
- 《中国蝴蝶原色图鉴》（1999年）

创办杂志：
- 《趣味昆虫》
- 《中国昆虫学杂志》
- 《昆虫分类学报》

## 逸事
- 诨名有：“虫坛怪杰”、“蝶神”。
- 周尧教授的生平经历被拍成电影电视剧《蝶之梦》
- 家乡浙江鄞县建有周尧昆虫博物馆，即以其名字命名